# شهرستان دیلا
شهرستان دیلا یک منطقهٔ مسکونی در سومالی است که در Dilla واقع شده‌است.